# Anasazisaurus horneri
Anasazisaurus horneri ("lagarto anasazi de Jack Horner") es la única especie conocida del género extinto Anasazisaurus dinosaurio ornitópodo hadrosáurido que vivió en el período Cretácico, hace aproximadamente 74 millones de años, durante el Campaniense, en lo que es hoy Norteamérica.

## Descripción
La anatomía de Anasazisaurus se conoce poco. El cráneo en que se basa, carece de la mandíbula inferior, pico, y hueso cuadrado, y fue recientemente preparado por completo. Tiene una clase de lengüeta o de reborde óseo en los nasales, entre los cuales sube sobre los ojos y se pliega por debajo de sí mismo. Esta cresta única permite que sea distinguido de hadrosáuridos similares, como Gryposaurus. La parte superior de la cresta es áspera, y la longitud máxima del cráneo se estima en 90 centímetros. Con esto se calcula que llegó a medir cerca de los 10 metros de largo.

## Descubrimiento e investigación
Solo un cráneo parcial se ha encontrado hasta la fecha. En un principio descrito como Kritosaurus por Jack Horner, y se lo ha relacionado con Kritosaurus desde su descripción. Se conoce por su corta cresta nasal sobre el  hueso nasal, emergiendo entre sus ojos por una distancia corta. Anasazisaurus es un a saurolofino, ya que careció una cresta hueca. La revisión más reciente lo reconoció como distinto, pero no intentó colocarlo más allá de Saurolophinae. Si es el mismo que Kritosaurus, Kritosaurus sería utilizado porque es el nombre precedente.
Aunque, si bien se trata definitivamente de un hadrosáurido, existe controversia sobre si se trata de un género válido, el Anasazisaurus fue descubierto en el estado de Nuevo México, Estados Unidos, en la Formación Kirtland inferior, y nombrado por los paleontólogos estadounidenses Adrian Hunt y Spencer Lucas, en 1993.
El nombre deriva de los Anasazi, un antiguo pueblo amerindio, y de la palabra en griego sauros ("lagarto"). Los Anasazi por sus casas en acantilados, como las del Cañón del Chaco, cerca de donde se encontraron los fósiles de Anasazisaurus. El término "Anasazi" en sí mismo es una palabra de la lengua navajo, anaasází ("ancestros enemigos"). Solo se conoce una especie, A. horneri, llamada en honor a Jack Horner, quien describiera por primera vez el cráneo en 1992. Este cráneo es el holotipo y único fósil conocido del género, fue recogido a finales de los setenta por una expedición de campo de la Universidad Brigham Young al Condado de San Juan y se encuentra depositado en esa misma universidad bajo el número de catálogo BYU 12950.
Existe un debate si es un género válido o no. Horner originalmente asignó el cráneo a Kritosaurus navajovius. Posteriormente, Hunt & Lucas no pudieron encontrar ninguna característica diagnóstica de Kritosaurus en tan limitado material y colocaron al género en la lista de dudosos. Puesto que el cráneo en cuestión tiene características de diagnóstico propias, y no aparecía compartir ningunas características únicas con Kritosaurus, le fue dado un nuevo nombre, Anasazisaurus horneri. Algunos autores posteriores, incluyendo los de la revisión más reciente, han apoyado esta decisión. Sin embargo, otros han referido Anasazisaurus de nuevo a Kritosaurus, incluyendo a Thomas Williamson, que ha hecho el estudio publicado más detallado. Ninguno de los dos géneros es bien conocido, la clarificación del estado de todos los taxones implicadas se podrá dilucidar si se descubre y se prepara el nuevo material fósil.

## Paleoecología
Anasazisaurus fue descubierto en el Miembro Farmington de la Formación Kirtland, siendo una de los más inferiores. Esta formación está datada de finales del Campaniense en el Cretácico superior  hace alrededor de 74 a 70 millones de años, y es fuente de gran cantidad de dinosaurios como Alamosaurus, Pentaceratops, Nodocephalosaurus, Saurornitholestes, y un todavía sin nombrar tiranosáurido.
Como todo hadrosáurido, Anasazisaurus debió se un gran  herbívoro bípedo/cuadrúpedo, que se alimentaba gracias a una boca con gran cantidad de dientes y un aparato que le permitía la masticación. Estos dientes se remplazaban continuamente y se encontraba dentro de una batería de cientos de iguales, donde solo una pequeña parte de estos eran usados al mismo tiempo. El material vegetal habría sido cosechado por su pico y llevado a cabo en por las mandíbulas en un órgano análogo a las  mejillas. La alimentación habría aprovechado la vegetación de hasta cuatro metros de altura.